# Fabio Donadio
Fabio Donadio (Modena, 30 aprile 1988) è un ex pallavolista italiano.
Giocava nel ruolo di libero e schiacciatore.

## Carriera
La carriera di Fabio Donadio inizia nel settore giovanile. Nella stagione 2006-07 viene aggregato alla prima squadra, con la quale ottiene la promozione dalla Serie B2 alla Serie B1. Nella stagione successiva entra a far parte della rosa della Pallavolo Modena, dove viene utilizzato come secondo libero.

Dalla stagione 2012-13riveste il ruolo di assistente allenatore; in occasione della partita contro il Volley Forlì viene però chiamato in campo, realizzando anche un punto al servizio e entrando ufficialmente nella rosa dei giocatori. Nel campionato seguente viene definitivamente richiamato al ruolo di giocatore, come secondo libero, al termine del campionato 2015-16 annuncia il suo ritiro dall'attività agonistica.

## Palmarès

### Club
- Campionato italiano: 1

2015-16
- Coppa Italia: 2

2014-15, 2015-16
- Supercoppa italiana: 1

2015
- Challenge Cup: 1

2007-08